# Longgang (district)
Longgang is een district van de stadsprefectuur Shenzhen in de provincie Guangdong in China. Longgang heet Longgang sinds 1 januari 1993, hiervoor heette het gebied samen met Bao'an het district Bao'an. De oppervlakte is 844,07 km² en de bevolking ongeveer een miljoen. Longgang is het grootste district van de stadsagglomeratie Shenzhen.
Yú Wěiliáng 余伟良 is de districtbeheerder van dit district.

## Geografie
Longgang is in dertien subdistricten verdeeld.
- Bantian
- Buji
- Dapeng
- Henggang
- Kengzi
- Kuichong
- Longcheng (Shenzhen)
- Longgang (subdistrict)
- Nanao
- Nanwan (Shenzhen)
- Pingdi
- Pinghu
- Pingshan

## Demografie
Veel Kantonese Chinezen in Nederland komen oorspronkelijk uit Longgang/Bao'an (Po On). Een groot deel van de oudere generatie (ouder dan 45) is geboren in een van de vele dorpen in Longgang. In dit gebied wordt het Bao'an-Hakka en het Dapenghua gesproken. De meesten verstaan Kantonees, daarom kijken ze vaak televisiezenders uit Hongkong. 
Door de vele Hakka in Longgang en de lange geschiedenis van hun volk in het gebied is er het Longgang-Hakkavolksmuseum 龙岗客家民俗博物馆.
In het oosten van Longgang (district) is het schiereiland Dapengbandao, Dat bestaat uit de streken Kuichong, Dapeng en Nanao.
In Buji is er het dorp Dafen met veelal schilders uit Hongkong die Westerse schilderijen maken.
Het gebied huisvest ook de vele fabrieksarbeiders uit onder andere Sichuan en Hunan. De arbeiders werken meestal in de westelijke districten van stadsprefectuur Shenzhen.
Bantian · Buji · Dapeng · Henggang · Kengzi · Kuichong · Longcheng · Longgang · Nanao · Nanwan · Pingdi · Pinghu · Pingshan